# Будзинь (Свентокшиське воєводство)
Будзинь (пол. Budzyń) — село в Польщі, у гміні Бусько-Здруй Буського повіту Свентокшиського воєводства.
Населення — 126 осіб (2011).
У 1975-1998 роках село належало до Келецького воєводства.

## Демографія
Демографічна структура на день 31 березня 2011 року:
|          | Загалом | Допрацездатний вік | Працездатний вік | Постпрацездатний вік |
| -------- | ------- | ------------------ | ---------------- | -------------------- |
| Чоловіки | 69      | 12                 | 45               | 12                   |
| Жінки    | 57      | 9                  | 29               | 19                   |
| Разом    | 126     | 21                 | 74               | 31                   |